# Pitch Perfect
Pitch Perfect är en amerikansk film från 2012 i regi av Jason Moore. Filmen, som är en musikfilm, handlar om a cappella-gruppen The Barden Bellas från Barden University som tävlar mot liknande grupper för att vinna en nationell tävling i a cappella-sång. Filmen fick en uppföljare, Pitch Perfect 2, år 2015, och ytterligare en i Pitch Perfect 3 (2017).